# Żydowska Samopomoc Społeczna – Komisja Koordynacyjna
Żydowska Samopomoc Społeczna – Komisja Koordynacyjna, początkowo Komisja Koordynacyjna Organizacji Społecznych i Opiekuńczych CENTOS, TOZ i innych (ŻSS–KK, jid. ‏יידישע סוציאלישע אליינהילף‎) – żydowska organizacja zajmująca się koordynacją działalności w zakresie opieki społecznej w Warszawie, działająca od 14 września 1939 do 30 października 1940 roku. 

## Historia
Organizacja powstała podczas kampanii wrześniowej, 14 września 1939 roku, przyjmując nazwę Komisja Koordynacyjna Organizacji Społecznych i Opiekuńczych CENTOS, TOZ i innych, stosowano również nazwy Komisja Koordynacyjna Żydowskich Organizacji Społecznych i Opiekuńczych oraz Komisja Koordynacyjna Żydowskich Instytucji Społecznych. Organizacja została założona z inicjatywy polskiego biura American Jewish Joint Distribution Committee, a jej celem było zjednoczenie i koordynacja działalności żydowskich instytucji społecznych i opiekuńczych. W dniu powstania organizacja weszła w skład Stołecznego Komitetu Samopomocy Społecznej, gdzie pełniła funkcję referatu żydowskiego SKSS. Komisja Koordynacyjna utworzona została przez CENTOS, Towarzystwo Ochrony Zdrowia Ludności Żydowskiej w Polsce, według niektórych źródeł w jej skład wszedł także Centralny Komitet Pomocy Żydom Warszawy, Komitet ds. Rzemiosła, CEKABE, Ogólny Komitet Pomocy Uchodźcom z Niemiec oraz ORT. Przewodniczącym KK został Lejb Neustadt, jego zastępcą Michał Weichert, a sekretarzem organizacji Emanuel Ringelblum.
Podczas oblężenia Warszawy komisja objęła swoją działalnością teren warszawskiej dzielnicy żydowskiej, prowadziła 54 schroniska dla uchodźców i pogorzelców oraz 32 jadłodajnie. Organizacja była finansowana głównie przez Joint, podczas okupacji niemieckiej wchłonęła w siebie m.in. Centralny Komitet Pomocy Żydom Warszawy i Ogólny Komitet Pomocy Uchodźcom z Niemiec, jej autonomiczną częścią stał się także m.in. Brijus. Całkowicie niezależnie od KK działały CENTOS oraz TOZ. Większość wydziałów ŻSS–KK prowadziła swoje biura w budynku przy ulicy Leszno 13, magazyny organizacji mieściły się w gmachu Głównej Biblioteki Judaistycznej oraz Wielkiej Synagogi. Od wiosny 1940 roku do gmachu biblioteki i synagogi zaczęły przenosić się wszystkie biura organizacji.
W styczniu 1940 roku, po rezygnacji Neustadta, kierownictwo organizacji przejął Michał Weichert. Od 23 stycznia 1940 roku, na żądanie okupacyjnego prezydenta Warszawy Oskara Dengla, organizacja używała nazwy Żydowska Samopomoc Społeczna – Komisja Koordynacyjna. W kwietniu 1940 roku organizacja prowadziła w getcie warszawskim 70 kuchni ludowych, z powodu kryzysu liczbę tę zredukowano jednak jeszcze w tym samym miesiącu do 34. W ramach ŻSS–KK działały również 62 ziomkostwa, zajmujące się pomocą dla przesiedleńców, ziomkostwa te zgrupowały w sobie ponad 57 tysięcy uchodźców ze 102 miejscowości. Wiosną 1940 roku Ringelblum powołał w ramach Sekcji Pracy Społecznej 8 komitetów dzielnicowych organizacji, które podporządkowały sobie lub utworzyły komitety domowe, działające w każdym budynku zamieszkałym przez Żydów. W sierpniu 1940 roku w ramach ŻSS–KK działały 2062 takie komitety. 
W lipcu 1940 roku kierownictwo organizacji stanowiło czterech dyrektorów: Weichert, Ringelblum, Pinchas Czerski i Abram vel Adolf Sztolcman. We wrześniu 1940 roku w Warszawie powstał Żydowski Komitet Opiekuńczy Miejski, pod którego nadzór musiały przejść wszystkie niezależne stowarzyszenia tworzące ŻSS–KK, a organizacja utraciła status centrali działalności samopomocowej w Warszawie. W związku z powstaniem Żydowskiej Samopomocy Społecznej, która miała objąć swoim zasięgiem całe Generalne Gubernatorstwo, 30 października ŻSS–KK została zlikwidowana, a część jej funkcji oraz personelu przejęło Żydowskie Towarzystwo Opieki Społecznej, które podporządkowane zostało ŻKOM.

## Struktura
W lipcu 1940 roku w ramach organizacji działały:
- Wydział Personalny (kierownik Michał Brandstätter)
- Referat Nadzoru (kierownik Gustaw Wielikowski)
- Wydział Rejestracyjno-Statystyczny (kierownik Menachem Linder)
  - Centralna Kartoteka
- Wydział Kuchen Ludowych (kierownik Szyja Braude)
- Komisja Zakupów/Wydział Zaopatrywania (kierownik Henryk Rottenberg)
- Sekcja Opieki nad Uchodźcami i Pogorzelcami (kierownik Stanisław Benkiel, od stycznia 1940 roku Rafał Buchweitz)
  - Wydział Ziomkostw
  - Centralna Komisja Sektora Społecznego Uchodźców
- Komisja Pomocy Konstruktywnej (kierownik Rafał Buchweitz)
- Sekcja Pracy Społecznej (kierownik Emanuel Ringelblum)
  - Wydział Zbiórki Odzieżowej (kierownik Eliezer Lipe Bloch)
  - Wydział Zbiórki Pieniężnej (kierownik Szloma Starobiński)
  - Centralna Komisja Imprezowa
  - Centralna Komisja Patronatów
  - Centralna Komisja Lokalowa
- Wydział Prawny (kierownik Mieczysław Warm)
- Wydział Pomocy Indywidualnej (kierownik dr Frenkiel, Mieczysław Centnerszwer)
- Biuro Listów Zagranicznych (kierownik Jochanan Morgenstern)
- Opieka nad dzieckiem (CENTOS)
- Opieka zdrowotno-higieniczna (TOZ)

Większość struktury i personelu ŻSS–KK zostały po likwidacji organizacji przejęte przez Żydowskie Towarzystwo Opieki Społecznej.